# Streptelopus orobius
Streptelopus orobius är en mångfotingart som beskrevs av Hoffman 2005. Streptelopus orobius ingår i släktet Streptelopus och familjen Gomphodesmidae. Inga underarter finns listade i Catalogue of Life.